# Canton de Clairvaux-les-Lacs
Le canton de Clairvaux-les-Lacs est une ancienne division administrative française, située dans le département du Jura et la région Franche-Comté. Le canton recensait 5008 habitants. Le canton avait une taille de 20 527 hectares, dont 8357 de bois et forêts.

## Composition
Le canton regroupait les vingt-quatre communes suivantes :
| Nom                            | Code Insee | Intercommunalité               | Superficie (km2) | Population (dernière pop. légale) | Densité (hab./km2) |
| ------------------------------ | ---------- | ------------------------------ | ---------------- | --------------------------------- | ------------------ |
| Clairvaux-les-Lacs (chef-lieu) | 39154      | CC Terre d'Émeraude Communauté | 12,29            | 1 439 (2014)                      | 117                |
| Barésia-sur-l'Ain              | 39038      | CC Terre d'Émeraude Communauté | 9,39             | 155 (2014)                        | 17                 |
| Boissia                        | 39061      | CC Terre d'Émeraude Communauté | 5,67             | 130 (2014)                        | 23                 |
| Charcier                       | 39107      | CC Terre d'Émeraude Communauté | 12,91            | 115 (2014)                        | 8,9                |
| Charézier                      | 39109      | CC Terre d'Émeraude Communauté | 9,26             | 160 (2014)                        | 17                 |
| Chevrotaine                    | 39143      | CC Terre d'Émeraude Communauté | 5,33             | 34 (2014)                         | 6,4                |
| Cogna                          | 39156      | CC Terre d'Émeraude Communauté | 6,60             | 255 (2014)                        | 39                 |
| Doucier                        | 39201      | CC Terre d'Émeraude Communauté | 12,52            | 300 (2014)                        | 24                 |
| Fontenu                        | 39230      | CC Terre d'Émeraude Communauté | 6,71             | 73 (2014)                         | 11                 |
| La Frasnée                     | 39239      | CC Terre d'Émeraude Communauté | 3,19             | 36 (2014)                         | 11                 |
| Le Frasnois                    | 39240      | CC Champagnole Nozeroy Jura    | 14,56            | 153 (2014)                        | 11                 |
| Hautecour                      | 39265      | CC Terre d'Émeraude Communauté | 5,19             | 189 (2014)                        | 36                 |
| Largillay-Marsonnay            | 39278      | CC Terre d'Émeraude Communauté | 6,98             | 183 (2014)                        | 26                 |
| Marigny                        | 39313      | CC Champagnole Nozeroy Jura    | 11,99            | 185 (2014)                        | 15                 |
| Menétrux-en-Joux               | 39322      | CC Terre d'Émeraude Communauté | 8,78             | 60 (2014)                         | 6,8                |
| Mesnois                        | 39326      | CC Terre d'Émeraude Communauté | 11,47            | 196 (2014)                        | 17                 |
| Patornay                       | 39408      | CC Terre d'Émeraude Communauté | 1,80             | 140 (2014)                        | 78                 |
| Pont-de-Poitte                 | 39435      | CC Terre d'Émeraude Communauté | 7,02             | 646 (2014)                        | 92                 |
| Saffloz                        | 39473      | CC Champagnole Nozeroy Jura    | 8,65             | 106 (2014)                        | 12                 |
| Songeson                       | 39518      | CC Terre d'Émeraude Communauté | 8,42             | 74 (2014)                         | 8,8                |
| Soucia                         | 39519      | CC Terre d'Émeraude Communauté | 12,37            | 183 (2014)                        | 15                 |
| Thoiria                        | 39531      | CC Terre d'Émeraude Communauté | 12,24            | 204 (2014)                        | 17                 |
| Uxelles                        | 39538      | CC Terre d'Émeraude Communauté | 5,27             | 50 (2014)                         | 9,5                |
| Vertamboz                      | 39556      | CC Terre d'Émeraude Communauté | 6,66             | 88 (2014)                         | 13                 |

## Représentation

### Conseillers d'arrondissement (de 1833 à 1940)
| Période                                  | Période          | Identité                                 | Étiquette                    | Qualité |
| ---------------------------------------- | ---------------- | ---------------------------------------- | ---------------------------- | --- |
| 1833                                     | 1845             | M. Courbet                               |                              | Propriétaire à Clairvaux                                                                                    |
| 1845                                     | 1848             | M. Faivre                                |                              | Propriétaire, maire de Clairvaux                                                                            |
|                                          |                  |                                          |                              | |
|                                          | 1882 (décès)     | Xavier Courbet                           |                              | Maire de Clairvaux, juge de paix                                                                            |
|                                          |                  |                                          |                              | |
|                                          | 1891 (démission) | Alexis Joseph Charles Sauvin (1850-1933) |                              | Meunier à Patornay                                                                                          |
| 1891                                     |                  | M. Béjean                                |                              | Maire de Clairvaux                                                                                          |
|                                          |                  |                                          |                              | |
| 1919                                     | 1928             | Charles Coquelin                         | Rad.                         | Propriétaire à Boissia                                                                                      |
| 1928                                     | 1934             | M. Janier                                | Union nationale républicaine | Propriétaire à Pont-de-Poitte                                                                               |
| 1934                                     | 1940             | Henri Chevassu                           | Rad.                         | Maire de Mesnois                                                                                            |
| 1940                                     |                  |                                          |                              | Les conseils d'arrondissement ont été suspendus par la loi du 12 octobre 1940 et n'ont jamais été réactivés |
| Les données manquantes sont à compléter. |                  |                                          |                              | |

### Conseillers généraux de 1833 à 2015
| Période           | Identité                                      | Parti                | Qualité |
| ----------------- | --------------------------------------------- | -------------------- | --- |
| 1833-1862 (décès) | Noël-Jules Le Mire (1789-1862)                |                      | Maître de forges, maire de Clairvaux-les-Lacs |
| 1862-1871         | Pierre Le Mire (1814-1878, fils du précédent) |                      | Maître de forges, archéologue, peintre, maire de Poitte |
| 1871-1880 (décès) | François Tamisier                             | Républicain          | Ancien officier d'artillerie Député (1848-1852) Sénateur (1876-1880) Président du Conseil Général (1871-1873)                                                       |
| 1880-1886         | Maurice Grillet                               | Républicain          | Pharmacien à Clairvaux-les-Lacs |
| 1886-1913 (décès) | Eugène Richerateau (1838-1913)                | Rad.                 | Notaire à Clairvaux-les-Lacs |
| 1913-1928 (décès) | Elie Boullier (1879-1928)                     | Républicain          | Propriétaire - Maire de Clairvaux-les-Lacs Greffier de la justice de paix                                                                                           |
| 1929-1931         | Henri Perrin                                  | RG                   | Notaire - Adjoint au Maire de Clairvaux-les-Lacs |
| 1931-1940         | Luc Bariod (1883-1970)                        | RG                   | Cultivateur, marchand de bois, industriel à Clairvaux-les-Lacs |
|                   |                                               |                      | |
| 1945-1949         | Noël Girod                                    | SFIO                 | Cultivateur à Cogna |
| 1949-1951 (décès) | Désiré Claudey                                | RGR                  | Directeur de scierie à Clairvaux-les-Lacs |
| 1951-1973         | Jean Péroz (1914-2001)                        | MRP puis CD puis CDP | Huissier de justice à Clairvaux-les-Lacs |
| 1973-1985         | Jean-Pierre Deroubaix (1922-1990)             | PS                   | Représentant de commerce, ancien résistant dans le Nord Maire d'Hautecour (1971-1989)                                                                               |
| 1985-2015         | Gérard Bailly                                 | DVD puis UMP         | Agriculteur - Sénateur (2001-2017) Président de la Communauté de communes du Pays des lacs Maire-adjoint d'Uxelles Président du Conseil Général du Jura (1994-2008) |

## Démographie
| 1962  | 1968  | 1975  | 1982  | 1990  | 1999  | 2006  | 2011  | 2012  |
| ----- | ----- | ----- | ----- | ----- | ----- | ----- | ----- | ----- |
| 4 539 | 4 489 | 4 320 | 4 377 | 4 372 | 4 621 | 4 958 | 5 155 | 5 144 |